# 青森市立浅虫中学校
青森市立浅虫中学校（あおもりしりつ あさむしちゅうがっこう）は、青森県青森市大字久栗坂にあった公立中学校。

## 概要
地域との関係が強く、毎年浅虫海浜公園大清掃に参加していた。なお、「浅虫」中学校ではあるが中学校の校舎は山を挟んだ向こうの久栗坂にあった。合併前の旧校舎所在地の名残として、青森県営浅虫水族館近くの浅虫中学校踏切がある。

## 沿革
- 1947年（昭和22年）4月1日 - 野内村立浅虫小学校に併設の野内村立浅虫中学校、野内村立久栗坂小学校校舎に併設の久栗坂中学校が、それぞれ創立。
- 1951年（昭和26年）
  - 12月1日 - 浅虫中学校と久栗坂中学校が統合され、新たに野内村立浅虫中学校発足。
  - 12月4日 - 新校舎落成と開校記念の両式典挙行。
- 1952年（昭和27年）3月31日 - 校章制定。
- 1954年（昭和29年）10月23日 - 校旗樹立、校歌制定。
- 1958年（昭和33年）1月25日 - 牛乳給食開始。
- 1962年（昭和37年）10月1日 - 野内村が青森市に合併されたことにより、青森市立浅虫中学校と改称。
- 1982年（昭和57年）
  - 3月18日 - 久栗坂字浜田129番5号（現在地）に建設した新校舎への移転作業実施（25日まで）。
  - 6月27日 - 新校舎落成記念式典挙行。
- 1990年（平成2年）9月8日 - 同窓会発足。
- 2015年（平成27年）3月31日 - 東中学校に統合されて廃校。

## 学区
- 浅虫、久栗坂

## 参考資料
- 『新青森市史 別編教育（別巻）年表・学校沿革』（青森市・2000年3月発行）247頁～248頁「(二)中学校 浅虫小学校」